# Електромагнітний сепаратор 8ЕВС-16/100

Електромагнітний сепаратор 8ЕВС-16/100 — валковий електромагнітний сепаратор, складається з таких основних вузлів: двох незалежних електромагнітних систем – верхньої 6 і нижньої 8, валків 5, живильника 3, ванн 7, розвантажувальних пристроїв 9, привода 1, корпуса 2, рами 10 і аспіраційних патрубків 4. (рис.)  
Оскільки поле високої напруженості у великому зазорі створити важко, сепаратори мають робочу зону невеликих розмірів, а крупність збагачуваного матеріалу не перевищує 5 мм. Підбором форми зубців і профілю полюсного наконечника, який протистоїть зубцям, досягається велика неоднорідність поля, що забезпечує необхідну силу притягання слабомагнітних мінералів до зубців. 
Живлення подається у зазор між валками і полюсними наконечниками верхньої електромагнітної системи. В робочій зоні магнітна фракція притягується до зубців валка і при його обертанні виноситься за межі дії магнітного поля. Немагнітний продукт рухається по виїмках в полюсних наконечниках і через щілини в них під дією власної ваги надходить на валки нижньої електромагнітної системи, де процес збагачення повторюється.
Залежно від розміру частинок збагачуваного матеріалу сепаратор обладнується валками з різним кроком зубців: 16, 24, 32 мм для крупності відповідно 0,05 – 0,02; 2 – 0 і 5 – 0 мм.
Наявність двох електромагнітних систем дозволяє встановлювати різні режими розділення на першому і другому прийомах сепарації, що забезпечує високі технологічні показники.